# Pietra di Motecuhzoma I
La pietra di Motecuhzoma I è una grande pietra azteca scolpita ritrovata nel 1988 sotto al patio dell'edificio dell'ex-Arcivescovado, a Città del Messico. È nota anche come pietra di Motecuhzoma Ilhuicamina, Cuauhxicalli di Motecuhzoma Ilhuicamina, pietra dell'arcivescovo, pietra dell'Ex-Arzobispado o monolite di Sánchez-Nava.

## Storia
Poco a sud del Templo Mayor di Città del Messico si trova il palazzo un tempo usato come casa dell'arcivescovo di Città del Messico. Costruito non molto dopo che gli spagnoli avevano distrutto il centro cerimoniale di Tenochtitlán, questo palazzo si trova con ogni probabilità sopra a molti antichi artefatti precolombiani. Nel luglio 1988 gli scavi effettuati sotto al patio del palazzo portarono alla luce una pietra circolare. Fu subito associata alla già ben nota pietra di Tízoc ed al Piedra del Sol.

## Descrizione
La grande pietra circolare mostra sulla parte superiore un bassorilievo raffigurante il sole.